# 巴尔德托雷斯
巴尔德托雷斯，是西班牙埃斯特雷马杜拉巴达霍斯省的一个市镇。总面积40平方公里，总人口1383人（2001年），人口密度35人/平方公里。